# Michel Monet

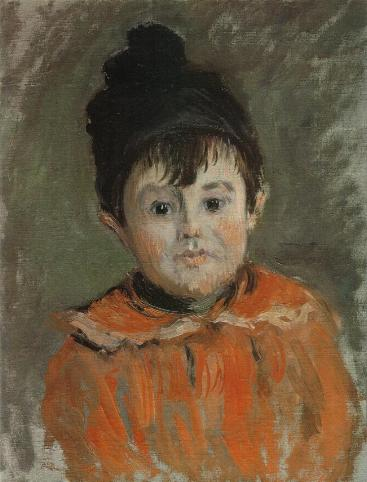
Michel Monet con un sombrero con pompón. Óleo sobre tela, Claude Monet, 1880, Museo Marmottan Monet, París.

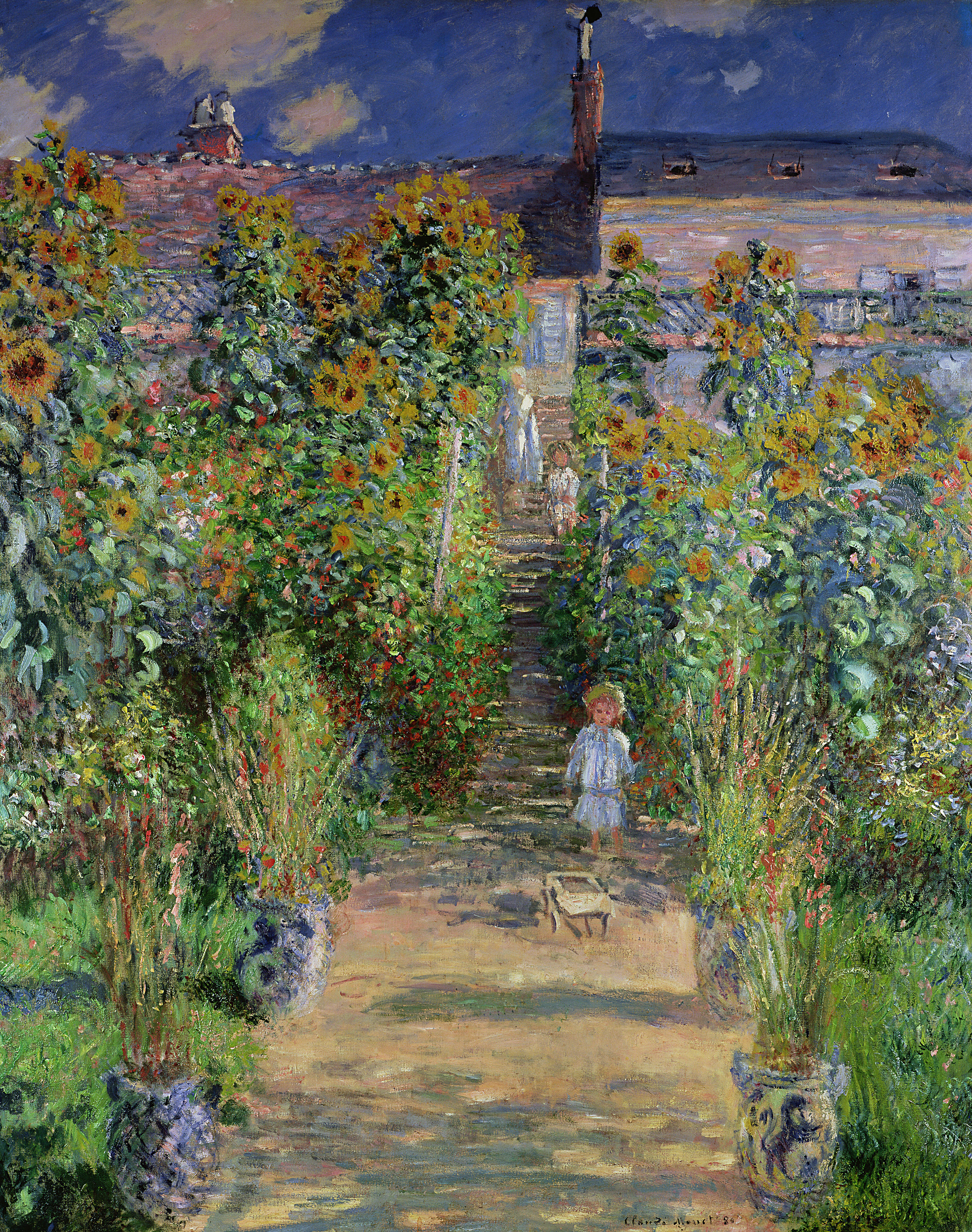
El jardin de Monet en Vétheuil, con Michel Monet y Jean-Pierre Hoschedé. óleo sobre tela, Claude Monet, 1880. Galería nacional de Arte, Washington

Michel Monet (17 de marzo de 1878 – 3 de febrero de 1966) fue el segundo hijo de Claude Monet y Camille Doncieux Monet.

## Primeros años
Nacido el 17 de marzo de 1878, en 26 rue d'Édimbourg, en el VIII Distrito de París, donde los Monet se habían mudado desde Argenteuil, Michel Monet era el más joven de los dos hijos de Claude y Camille Monet. La debilitada salud de su madre empeoró después de su nacimiento y murió el 5 de septiembre de 1879, probablemente de cáncer uterino. El hermano mayor de Michel, Jean, había nacido en 1867.
Desde 1877, año de la bancarrota de su marido Ernest Hoschedé, Alice Hoschedé y sus seis hijos vivían con los Monet. Las dos familias se mudaron de París a Vétheuil en agosto de 1878 y después de la muerte de Camille en 1879, Monet, Alice y los ocho niños continuaron viviendo juntos. En 1881, se mudaron a Poissy y en abril de 1883 a Giverny. Alice dirigía la casa y supervisó la educación de los vástagos Monet y Hoschedé.

## Pinturas de Claude Monet  con Michel
- Michel Monet con sombrero con pompón, 1880. (Museo Marmottan Monet, París).
- El jardin de Monet en Vétheuil, 1880, Michel Monet y Jean-Pierre Hoschedé, con Alice Hoschedé al fondo. (Galería Nacional de Arte, Washington D. C.).
- Jean-Pierre Hoschedé y Michel Monet a bordo del Epte, 1890, Galería Nacional de Canadá

## Primera Guerra Mundial
Michel Monet y su hermanastro Jean-Pierre Hoschedé sirvieron en el Ejército francés durante la Primera Guerra Mundial.

## Matrimonio
Michel Monet se casó con Gabrielle Bonaventure en 1927. El matrimonio no tuvo hijos. Gabrielle murió el 2 de febrero de 1964.

## La propiedad de Claude Monet
Cuando Claude Monet murió en 1926, como su único heredero, Jean Monet ya había muerto también sin hijos, Michel heredó la propiedad del pintor en Giverny, donde  Blanche Hoschedé Monet, su hermanastra y cuñada, se convirtió en la cuidadora de la casa y el jardín hasta su muerte en 1947. Louis Lebret, que había sido el jardinero jefe de Monet, se quedó para ayudar a Blanche. Después de su muerte el jardín quedó desatendido.

## Muerte
Michel Monet, un entusiasta automovilista, murió en un accidente automovilístico cerca de Vernon el 3 de febrero de 1966, unas semanas antes de su 88 cumpleaños. Había legado la propiedad a la Academia de Bellas Artes de Francia. De 1977 en adelante, Gérald Van der Kemp, entonces conservador en el Palacio de Versalles, jugó una función clave en la restauración de la casa y los jardines de Claude Monet, los cuales habían quedado en un estado abandonado. En una oferta para recaudar fondos, él y su mujer Florence apelaron a donantes estadounidenses a través de la "Versailles Foundation-Giverny Inc."
En 1966, Michel Monet había dejado al Museo Marmottan Monet su propia colección de trabajos de su padre, creando la colección más grande del mundo de pinturas de Monet.
Michel Monet está enterrado en la bóveda de Claude Monet en el cementerio de Giverny, adjunto a la iglesia de Sainte Radegonde.